# Dama, dama
«Dama, dama» es el título de una canción compuesta por Cecilia e incluida en su primer álbum de estudio, titulado, precisamente Cecilia.

## Descripción
Fue publicada en primer lugar en la cara B de un disco sencillo, que contenía el tema Fui en su cara A, poco después se recogió en el primer LP de la artista.
Se trata de un tema de crítica, desde la ironía, a las hipócritas costumbres de determinadas señoras de la alta burguesía madrileña (con referencias al Teatro Real).
La canción "Dama, dama" fue suavizada en los versos que dicen "Puntual cumplidora del tercer mandamiento, algún desliz en el sexto" quedando el final del verso: "... algún desliz inconexo".

## Video musical
Grabado en el Museo Cerralbo de Madrid, para el programa Cecilia en Festival OTI 1975, de Enrique Martí Maqueda para TVE.

## Versiones
El cantante cubano residenciado en Estados Unidos Tata Ramos interpretó en 1972 una versión de esta canción.
También fue grabada por la cantante venezolana Mirla Castellanos e incluida en su LP Vuelve al hogar, de 1973. Posteriormente hizo una nueva versión, que se incluyó en el LP recopilatorio 16 grandes éxitos, de 1984.
La cantante colombiana Vicky también grabó el tema en su LP Esa niña, de 1973.
Fue interpretada por la cantante mexicana Lupita D'Alessio, y aparece en su LP de 1973 Eres tú y, posteriormente, se incluyó en el LP recopilatorio Algo desconocido de Lupita D'Alessio, de 1994.
Fue versionada a ritmo de salsa por la orquesta El Gran Combo de Puerto Rico (en la voz de Andy Montañez), la cual se incluye en el LP En acción, de 1973.
Fue interpretada por Raphael, quien la incorporó a su LP Raphael, de 1974.
Fue interpretada en flamenco por el cantaor Parrita, incluida en su LP Dama, Dama de 1982
En el LP de homenaje Desde que tú te has ido (1996), es interpretada por Ana Belén, con la voz de Cecilia superpuesta.
El tema fue grabado también por Rocío Dúrcal en 2001. Esta versión fue incluida en el álbum recopilatorio de temas de Cecilia Un millón de sueños (2006).